# Эрикссон, Ева
Е́ва Э́рикссон (швед. Eva Eriksson, род. 13 мая 1949, Хальмстад, Швеция) — шведская иллюстратор и писательница, автор иллюстраций к детским книгам известных шведских писательниц, таких как Барбру Линдгрен, Вивека Ларн и другие. Цвета в её изображениях обычно мягкие: зелёные, бежево-коричневые, жёлтые и белесые.

## Биография
Ева Эрикссон родилась 13 мая 1949 года в городе Хальмстаде. Училась в художественном колледже «Кунстфак» — всемирно известной образовательной организации, ведущей свою историю с 1844 года. В течение 2003—2012 годов занимала первое место в рейтинге Шведской академии детской литературы. Книга Барбру Линдгрен с иллюстрациями Евы Эрикссон в 2014 году получила престижную писательскую Премию Астрид Линдгрен.

## Награды и премии
- 1981 — Награда Эльзы Бесков[швед.][5]
- 1981 — Expressens Heffaklump[швед.]
- 1983 — Премия BMF[швед.]
- 1985 — Премия BMF[швед.]
- 1986 — Rabén & Sjögrens tecknarstipendium
- 1998 — Премия BMF[швед.] за Malla handlar
- 1999 — Стипендия им. Кнута Петерссона[швед.]
- 2001 — Премия памяти Астрид Линдгрен
- 2006 — Премия им. Оттилии Адельборг
- 2008 — Emilpriset